# 이시카와 요조
이시카와 요조(일본어: 石川 陽造, 1940년 11월 24일 ~ )는 일본의 전 프로 야구 선수이다. 에히메현 이요미시마시(현: 시코쿠추오시) 출신이며 현역 시절 포지션은 투수였다.

## 인물
다카마쓰 상업고등학교 시절에 오카무라 고지와 배터리를 구성하여 2학년 때인 1957년 춘계 선발 대회(제29회 선발 고등학교 야구 대회)에 출전했다. 준준결승까지 승리하여 올랐지만 구라시키 공업고등학교(오카야마현)의 와타나베 히로후미에게 막혀 팀은 탈락했다. 3학년 때인 1958년에는 춘계 시코쿠 대회 결승에서 도쿠시마 상업고등학교(도쿠시마현)의 반도 에이지와 투수전을 펼쳤는데 양팀 모두 득점을 허용하지 못한 채 연장 25회까지 진행돼 팀은 2대 0으로 우승을 장식했다. 그 해에는 하계 고시엔 대회(제40회 전국 고등학교 야구 선수권 대회)에 출전하여 8강까지 진출했지만 사쿠신가쿠인 고등학교(도치기현)에게서 연장 11회 접전 끝에 패했다. 같은 해 도야마현에서 열린 국민 체육 대회에도 출전해 결승까지 나갔지만 하계 고시엔 대회에서 맞붙었던 사쿠신가쿠인 고등학교에게 또다시 패했다(일정이 우천 순연으로 늦어짐에 따라 결승전은 시범 경기가 되면서 기록상에는 두 학교가 우승). 2년 아래의 팀 동료이자 내야수였던 야마구치 후지오가 있다.
졸업 후 오카무라와 함께 릿쿄 대학에 진학하여 도쿄 6대학 야구 리그에서는 1학년 때 1959년 춘계 리그에서 활약했다. 오카무라 이외의 대학 동기로는 오타 고이치(2학년 중퇴), 오카모토 요시타카가 있었다.
대학을 3년 만에 중퇴하고 1961년 연말에 도에이 플라이어스에 입단했다. 1년째인 1962년에는 데뷔 첫 등판을 이뤘고 프로 2년째인 1963년에는 선발진에 합류하여 슈토를 무기로 삼아 개인 최고 성적인 16승을 올렸다. 그 해에는 구원으로 등판하면서 구단 최다인 65경기에 등판했고 올스타전에도 출전했다. 이듬해 1964년에는 선발로 기용됐지만 5승에 그쳤고 이후에는 등판 기회가 줄어들었다. 1966년부터는 2군에서 생활했지만 1967년 시즌 종료 후 현역에서 은퇴했다.
은퇴 후 전직 프로 야구 선수였던 아라이 다케시가 개발한 ‘쓰루가시마 골프 클럽’의 지배인이 됐다.

## 상세 정보

### 출신 학교
- 가가와 현립 다카마쓰 상업고등학교
- 릿쿄 대학

### 선수 경력
- 도에이 플라이어스(1962년 ~ 1967년)

### 개인 기록
- 올스타전 출장 : 1회(1963년)

### 등번호
- 28(1962년 ~ 1964년)
- 14(1965년 ~ 1967년)

### 연도별 투수 성적
| 연 도      | 소 속      | 등 판 | 선 발 | 완 투 | 완 봉 | 무 4 구 | 승 리 | 패 전 | 세 이 브 | 홀 드 | 승 률 | 타 자 | 이 닝 | 피 안 타 | 피 홈 런 | 볼 넷 | 고 4 | 몸 맞 | 탈 삼 진 | 폭 투 | 보 크 | 실 점 | 자 책 점 | 평 자 책 | W H I P |
| ---------- | ---------- | ----- | ----- | ----- | ----- | ------- | ----- | ----- | -------- | ----- | ----- | ----- | ----- | -------- | -------- | ----- | ---- | ----- | -------- | ----- | ----- | ----- | -------- | -------- | ------- |
| 1962년     | 도에이     | 2     | 0     | 0     | 0     | 0       | 0     | 0     | --       | --    | ----  | 13    | 3.0   | 3        | 0        | 1     | 0    | 0     | 3        | 0     | 0     | 1     | 1        | 3.00     | 1.33    |
| 1963년     | 도에이     | 65    | 23    | 11    | 2     | 1       | 16    | 13    | --       | --    | .552  | 1074  | 275.2 | 219      | 16       | 52    | 3    | 11    | 155      | 4     | 0     | 90    | 78       | 2.54     | 0.98    |
| 1964년     | 도에이     | 42    | 16    | 2     | 1     | 0       | 5     | 8     | --       | --    | .385  | 676   | 164.2 | 153      | 10       | 47    | 5    | 6     | 61       | 1     | 0     | 61    | 48       | 2.62     | 1.21    |
| 1965년     | 도에이     | 15    | 6     | 1     | 1     | 0       | 3     | 3     | --       | --    | .500  | 205   | 48.2  | 48       | 3        | 12    | 1    | 1     | 14       | 0     | 0     | 19    | 18       | 3.31     | 1.23    |
| 통산 : 4년 | 통산 : 4년 | 124   | 45    | 14    | 4     | 1       | 24    | 24    | --       | --    | .500  | 1968  | 492.0 | 423      | 29       | 112   | 9    | 18    | 233      | 5     | 0     | 171   | 145      | 2.65     | 1.09    |